# Dessin assisté par ordinateur
Pour les articles homonymes, voir DAO.

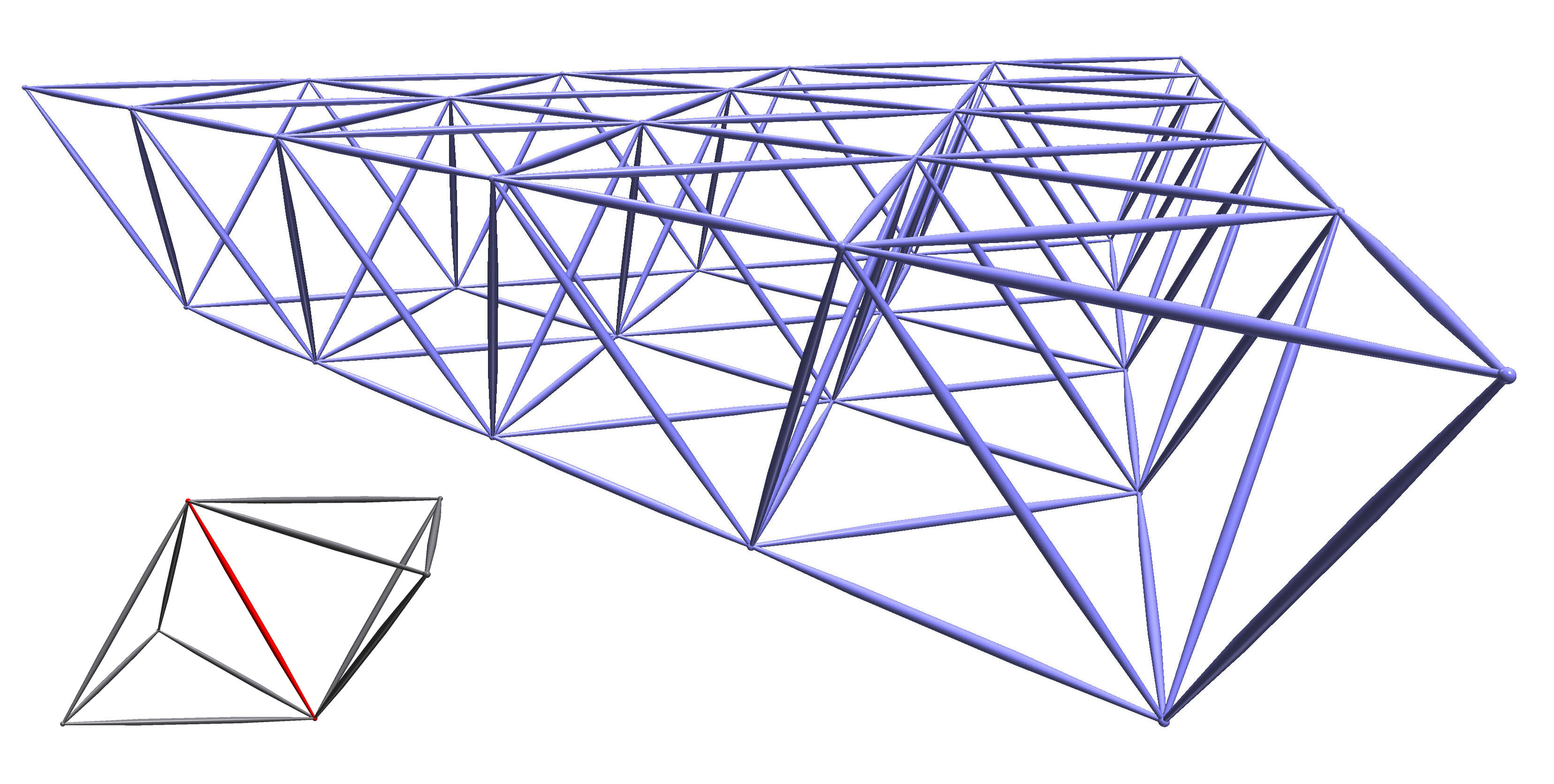
Un dessin vectoriel réalisé par ordinateur

Le dessin assisté par ordinateur (DAO) est une discipline permettant de produire des dessins techniques avec un logiciel informatique. On le distingue de la synthèse d'image dans la mesure où il ne s'agit pas du calcul de rendu d'un modèle numérique, mais de l'exécution de commandes graphiques (traits, formes diverses...). De ce fait, en DAO, la souris et le clavier remplacent le crayon et les autres instruments du dessinateur.
Les dessins produits sont le plus souvent réalisés en mode vectoriel (traits cohérents), alors que l'image de synthèse est une association de pixels indépendants bitmap. En d'autres termes, les logiciels de DAO attribuent des coordonnées (X,Y pour les plans 2D et X,Y,Z pour les modèles 3D). Chaque élément d'un dessin est appelé entité, et chaque entité contient donc des propriétés de couleur, d'épaisseur, de calque, de type de ligne, etc.
L'intérêt de la DAO est d'abord celui de l'informatique, c’est-à-dire essentiellement un apport de praticabilité dans la gestion des documents, facilitant l'édition de modifications, l'archivage, la reproduction, le transfert de données, etc.
Il existe autant de logiciels de DAO que de métiers utilisant le dessin. Le mécanicien, l'architecte, mais aussi l'électricien et le géomètre disposent aujourd'hui d'outils facilitant la création d'un plan, d'un schéma, avec des commandes orientées métiers, des bases de données adaptées, et aussi des catalogues de composants fournis par les constructeurs.
Il y a donc une relation entre le DAO et la technique numérique du DMA, Digital Matte Artist (peinture cache numérique).
On confond souvent DAO et CAO (Conception assistée par ordinateur) : la CAO n'a pas pour fonction première l'édition du dessin. Il s'agit  d'un outil informatique souvent lié à un métier, fonctionnant en langage dit objet, et permettant l'organisation virtuelle de fonctions techniques. Cela permet ensuite la simulation du comportement de l'objet conçu, l'édition éventuelle d'un plan ou d'un schéma étant automatique et accessoire.

## Histoire
Sketchpad, créé par Ivan Sutherland en 1963, peut être considéré comme le premier logiciel de DAO. Il édifie tous les concepts et outils considérés aujourd'hui comme basique : accrochage au point, bloc (ou groupe), copie, annulation
Vers 1990 apparaissent les logiciels de modélisation 3D volumiques qui permettent de générer facilement tous les types de dessins techniques qui, de plus, sont automatiquement mises à jour quand on corrige le modèle. Inversement, le modèle est modifié quand on change les côtes du plan technique.

## Principales solutions
Dessin vectoriel 2D :
| Nom                 | Éditeur         | Licences     | Politique commerciale | Date de première édition | Dernière version | Remarques      | Systèmes d'exploitation |
| ------------------- | --------------- | ------------ | --------------------- | ------------------------ | ---------------- | -------------- | ----------------------- |
| Adobe Illustrator   | Adobe           | Propriétaire | Payant (annuel)       |                          | CC 2019          |                | Mac OS/ Windows         |
| Macromedia FreeHand | Macromedia      | Propriétaire | Payant                |                          | 2013             |                | Mac OS/ Windows         |
| CorelDraw           | Corel           | Propriétaire | Payant                |                          | 2017             |                | Mac OS/ Windows         |
| Inkscape            | RECIF           | Libre        | Gratuit               | 2003                     | 2019             |                | Linux / Mac OS/ Windows |
| Drawplus            | Serif           | Propriétaire | Payant                | 1993                     | 2013             |                | Windows                 |
| Sketch              | Bohemian Coding | Propriétaire | Payant                | 2010                     |                  | Conception IHM | Mac OS                  |
| ArtPro              | Esko            | Propriétaire | Payant                | 1992                     | 2013             |                | Mac OS                  |
| Denis Draw          | BeeLog          | Propriétaire |                       | 1992                     | 2015             |                | Windows                 |
| AutoCAD (2D et 3D)  | Autodesk        | Propriétaire | Payant                | 1982                     | 2025             |                | Mac OS/ Windows         |
| Affinity Designer   | Affinity        | Propriétaire | Payant                | 2012                     | 2018             |                | Mac OS/ Windows         |